# Jafar Panahi
Jafar Panahi (tiếng Ba Tư: جعفر پناهی sinh ngày 11 tháng 7 năm 1960) là một đạo diễn phim, biên kịch, và biên tập phim người Iran, thường được cho là thuộc phong trào phim "Làn sóng mới Iran". Sau nhiều năm làm phim ngắn và làm việc như một trợ lý giám đốc cho nhà làm phim Iran Abbas Kiarostami, Panahi đạt được sự công nhận quốc tế với cuốn phim đầu tay của ông, The White Balloon (1995). Cuốn phim này đã đoạt Giải máy quay vàng tại Liên hoan phim Cannes 1995, giải thưởng lớn đầu tiên cho một cuốn phim của Iran tại Cannes.
Panahi đã nhanh chóng được công nhận là một trong những nhà làm phim có nhiều ảnh hưởng nhất ở Iran. Mặc dù phim của ông thường bị cấm ở đất nước của mình, ông tiếp tục nhận được ca ngợi của quốc tế từ các nhà lý thuyết và phê bình phim và giành được nhiều giải thưởng, bao gồm cả Báo Vàng tại Liên hoan phim quốc tế Locarno cho The Mirror (1997), Sư tử Vàng tại liên hoan phim Venice cho The Circle (2000), và Gấu Bạc cho Đạo diễn xuất sắc nhất tại Liên hoan phim Berlin cho Offside (2006).
Năm 2015, bộ phim Taxi do ông làm đạo diễn đã đoạt giải Gấu Vàng tại liên hoan phim Berlin.